# Cấu trúc thông tin
Trong ngôn ngữ học, kiến trúc thông tin, còn được gọi là cấu trúc thông tin/bao bì thông tin, mô tả cách thức thông tin được đóng gói chính thức trong một câu. Điều này thường chỉ bao gồm những khía cạnh thông tin mà đáp ứng với trạng thái tạm thời của tâm trí người nhận, và loại trừ các khía cạnh khác của thông tin ngôn ngữ như tham chiếu đến kiến thức nền (bách khoa toàn thư / phổ biến), lựa chọn phong cách, lịch sự, v.v. Ví dụ, sự khác biệt giữa một mệnh đề hoạt động (ví dụ: cảnh sát muốn anh ta) và một thụ động tương ứng (ví dụ, anh ta bị cảnh sát truy nã) là một sự khác biệt về cú pháp, nhưng được thúc đẩy bởi các cân nhắc về cấu trúc thông tin. Các cấu trúc khác được thúc đẩy bởi cấu trúc thông tin bao gồm giới từ (ví dụ: cấu trúc mà tôi không thích) và đảo ngược (ví dụ: "kết thúc", người đàn ông nói).
Các khái niệm cơ bản của cấu trúc thông tin là tập trung, đưa ra, và chủ đề, cũng như khái niệm bổ sung của họ về nền, mới mẻ, và bình luận tương ứng. Tập trung "chỉ ra sự hiện diện của giải pháp thay thế có liên quan cho việc giải thích các biểu thức ngôn ngữ", cho đi chỉ ra rằng "ngoại diên của một biểu thức có mặt" trong bối cảnh trước mắt của các lời nói, và chủ đề là" thực thể mà người nói xác định, cái mà sau đó thông tin, bình luận, được đưa ra ". Các khái niệm bổ sung trong cấu trúc thông tin có thể bao gồm độ tương phản và tính toàn diện, nhưng không có thỏa thuận chung trong tài liệu ngôn ngữ học về sự mở rộng của ba khái niệm cơ bản. Có nhiều cách tiếp cận khác nhau, chẳng hạn như kiến trúc tổng quát hoặc chức năng, đối với cấu trúc thông tin.